# سجیانو
سجیانو (به ایتالیایی: Seggiano) یک کومونه در ایتالیا است که در استان گروستو واقع شده‌است.

## خصوصیات
سجیانو ۴۹٫۶ کیلومترمربع مساحت و ۹۸۴ نفر جمعیت دارد و ۴۹۱ متر بالاتر از سطح دریا واقع شده‌است.